# Torneo Clausura 2017 de Segunda División (Venezuela)
El Torneo Clausura es la última fase de la Segunda División de Venezuela 2017,

## Aspectos Generales

### Modalidad
Los 24 equipos están divididos en 3 grupos, por cercanía geográfica, de 8 equipos cada uno; donde se enfrentan en formato de ida y vuelta contra cada rival del grupo para totalizar 14 partidos.

## Tablas de posiciones

### Grupo Occidental
|   | Equipo                   | JJ | JG | JE | JP | GF | GC | PTS | DG  |
| - | ------------------------ | -- | -- | -- | -- | -- | -- | --- | --- |
| 1 | Ureña S.C.               | 13 | 8  | 4  | 1  | 24 | 10 | 28  | +14 |
| 2 | Llaneros de Guanare E.F. | 13 | 8  | 1  | 4  | 18 | 16 | 25  | +2  |
| 3 | U.L.A. F.C.              | 13 | 7  | 4  | 3  | 19 | 8  | 25  | +11 |
| 4 | F.A. El Vigía F.C.       | 13 | 7  | 1  | 5  | 25 | 13 | 23  | +12 |
| 5 | Zamora F.C. "B"          | 13 | 7  | 0  | 7  | 18 | 23 | 18  | -5  |
| 6 | Real Frontera S.C.       | 13 | 4  | 2  | 7  | 13 | 18 | 14  | -5  |
| 7 | Atlético Guanare F.C.    | 13 | 3  | 2  | 8  | 14 | 22 | 14  | -8  |
| 8 | Titanes F.C.             | 13 | 2  | 0  | 11 | 12 | 34 | 6   | -22 |

#### Resultados
- Los horarios corresponden a la hora local de Venezuela (UTC−04:00)

Calendario sujeto a cambios
| Titanes FC          | 0 : 1 | Real Frontera SC  | Giusepe Costa            | 30 de agosto     | 15:00 |
| Ureña SC            | 1 : 0 | Atlético El Vigía | Alfonso "Culebron" Rojas | 30 de agosto     | 16:00 |
| Zamora B            | 3 : 2 | Atlético Guanare  | Estadio Reinaldo Melo    | 30 de agosto     | 15:30 |
| Llaneros de Guanare | 3 : 0 | ULA               | Rafael Pinto             | 20 de septiembre | 19:00 |

| Real Frontera SC  | 1 : 2 | Ureña SC            | Pedro Rafael Chávez | 22 de julio | 15:00 |
| ULA               | 2 : 0 | Zamora B            | Ulpiano Cobos       | 22 de julio | 15:30 |
| Atlético Guanare  | 2 : 0 | Titanes FC          | Rafael Pinto        | 23 de julio | 15:00 |
| Atlético El Vigía | 4 : 0 | Llaneros de Guanare | Ramón Hernández     | 23 de julio | 15:30 |

| Real Frontera       | 0 : 1 | Atlético El Vigía | Pedro Rafael Chávez | 1 de agosto | 16:00 |
| Titanes FC          | 1 : 3 | Ureña SC          | Giusepe Costa       | 2 de agosto | 15:00 |
| ULA                 | 0 : 0 | Atlético Guanare  | Ulpiano Cobos       | 2 de agosto | 15:30 |
| Llaneros de Guanare | 1 : 0 | Zamora B          | Rafael Pinto        | 2 de agosto | 15:30 |

| Zamora B          | 0 : 1 | Real Frontera SC    | Estadio Reinaldo Melo    | 5 de agosto | 15:00 |
| Atlético Guanare  | 1 : 2 | Llaneros de Guanare | Rafael Pinto             | 6 de agosto | 15:00 |
| Ureña SC          | 1 : 1 | ULA                 | Alfonso "Culebron" Rojas | 6 de agosto | 16:00 |
| Atlético El Vigía | 3 : 0 | Titanes FC          | Ramón Hernández          | 6 de agosto | 15:30 |

| Titanes FC          | 2 : 3 | Zamora B         | Giusepe Costa       | 11 de agosto | 15:00 |
| Real Frontera SC    | 1 : 1 | ULA              | Pedro Rafael Chávez | 12 de agosto | 15:30 |
| Llaneros de Guanare | 1 : 1 | Ureña SC         | Rafael Pinto        | 13 de agosto | 15:00 |
| Atlético El Vigía   | 0 : 1 | Atlético Guanare | Ramón Hernández     | 13 de agosto | 15:30 |

| Zamora B            | 1 : 3 | Atlético El Vigía | Estadio Reinaldo Melo    | 19 de agosto | 15:30 |
| ULA                 | 3 : 0 | Titanes FC        | Ulpiano Cobos            | 19 de agosto | 15:30 |
| Ureña SC            | 4 : 0 | Atlético Guanare  | Alfonso "Culebron" Rojas | 20 de agosto | 15:30 |
| Llaneros de Guanare | 4 : 2 | Real Frontera SC  | Rafael Pinto             | 20 de agosto | 15:30 |

| Titanes FC        | 3 : 1 | Llaneros de Guanare | Giusepe Costa            | 25 de agosto | 15:00 |
| Atlético Guanare  | 1 : 1 | Real Frontera SC    | Rafael Pinto             | 27 de agosto | 15:00 |
| Atlético El Vigía | 0 : 1 | ULA                 | Ramón Hernández          | 27 de agosto | 15:30 |
| Ureña SC          | 3 : 4 | Zamora B            | Alfonso "Culebron" Rojas | 27 de agosto | 16:00 |

| Real Frontera SC  | 2 : 0 | Titanes FC          | Pedro Rafael Chávez | 2 de septiembre | 15:00 |
| ULA               | 0 : 1 | Llaneros de Guanare | Ulpiano Cobos       | 2 de septiembre | 15:00 |
| Atlético Guanare  | 2 : 3 | Zamora B            | Rafael Pinto        | 3 de septiembre | 15:00 |
| Atlético El Vigía | 1 : 1 | Ureña SC            | Ramón Hernández     | 3 de septiembre | 15:30 |

| Titanes FC          | 2 : 3 | Atlético Guanare  | Giusepe Costa            | 8 de septiembre  | 15:00 |
| Zamora B            | 2:1   | ULA               | Estadio Reinaldo Melo    | 9 de septiembre  | 15:30 |
| Llaneros de Guanare | 1 : 0 | Atlético El Vigía | Rafael Pinto             | 10 de septiembre | 15:30 |
| Ureña SC            | 1 : 0 | Real Frontera SC  | Alfonso "Culebron" Rojas | 10 de septiembre | 16:00 |

| Zamora B          | 1 : 2 | Llaneros de Guanare | Estadio Reinaldo Melo    | 15 de septiembre | 17:00 |
| Atlético Guanare  | 1 : 2 | ULA                 | Rafael Pinto             | 17 de septiembre | 15:00 |
| Atlético El Vigía | 4 : 3 | Real Frontera SC    | Ramón Hernández          | 17 de septiembre | 15:30 |
| Ureña SC          | 3 : 0 | Titanes FC          | Alfonso "Culebron" Rojas | 17 de septiembre | 16:00 |

| Titanes FC          | 3 : 7 | Atlético El Vigía | Giusepe Costa       | 22 de septiembre | 15:00 |
| Llaneros de Guanare | 2 : 1 | Atlético Guanare  | Rafael Pinto        | 23 de septiembre | 15:30 |
| ULA                 | 1 : 1 | Ureña SC          | Ulpiano Cobos       | 23 de septiembre | 15:30 |
| Real Frontera SC    | 0 : 1 | Zamora B          | Pedro Rafael Chávez | 23 de septiembre | 16:00 |

| Zamora B         | 1 : 2 | Titanes FC          | Estadio Reinaldo Melo    | 15:30        |                  |       |
| Ureña SC         | 2 : 0 | Llaneros de Guanare | Alfonso "Culebron" Rojas | 15:30        | 30 de septiembre | 15:00 |
| ULA              | 3 : 0 | Real Frontera SC    | Ulpiano Cobos            |              | 30 de septiembre |       |
| Atlético Guanare | 0 : 2 | Atlético El Vigía   | Rafael Pinto             | 1 de octubre | 30 de septiembre | 15:00 |

| Real Frontera SC  | 1 : 0 | Llaneros de Guanare | Pedro Rafael Chávez | 7 de octubre | 15:00 |
| Titanes FC        | 0 : 2 | ULA                 | Giusepe Costa       | 7 de octubre | 15:00 |
| Atlético El Vigía | 0 : 1 | Zamora B            | Ramón Hernández     | 7 de octubre | 15:00 |
| Atlético Guanare  | 0 : 1 | Ureña SC            | Rafael Pinto        | 7 de octubre | 15:00 |

| Zamora B            | 1 : 2 | Ureña SC          | Estadio Reinaldo Melo | 21 de octubre | 15:00 |
| Real Frontera SC    | 2 : 0 | Atlético Guanare  | Pedro Rafael Chávez   | 21 de octubre | 15:00 |
| ULA                 | 2 : 2 | Atlético El Vigía | Ulpiano Cobos         | 21 de octubre | 15:00 |
| Llaneros de Guanare | 0 : 0 | Titanes FC        | Rafael Pinto          | 21 de octubre | 15:00 |

### Grupo Central
|   | Equipo                  | JJ | JG | JE | JP | GF | GC | PTS | DG  |
| - | ----------------------- | -- | -- | -- | -- | -- | -- | --- | --- |
| 1 | U.C.V. F.C.             | 13 | 9  | 2  | 2  | 22 | 8  | 29  | +14 |
| 2 | Gran Valencia F.C.      | 13 | 9  | 1  | 3  | 22 | 8  | 28  | +12 |
| 3 | Caracas F.C. "B"        | 13 | 6  | 1  | 6  | 14 | 13 | 19  | +1  |
| 4 | U.A. Falcón             | 13 | 5  | 3  | 5  | 18 | 18 | 18  | 0   |
| 5 | Yaracuyanos F.C.        | 13 | 4  | 4  | 5  | 14 | 17 | 16  | -3  |
| 6 | Academia Puerto Cabello | 13 | 4  | 3  | 6  | 10 | 13 | 15  | -3  |
| 7 | Petare F.C.             | 13 | 3  | 2  | 8  | 9  | 18 | 11  | -9  |
| 8 | Yaracuy F.C.            | 13 | 2  | 4  | 7  | 10 | 23 | 10  | -13 |

#### Resultados
- Los horarios corresponden a la hora local de Venezuela (UTC−04:00)

Calendario sujeto a cambios
| UCV            | 3 : 1 | Yaracuyanos     | Estadio Olímpico            | 30 de agosto | 16:00 |
| Caracas B      | 1 : 0 | Gran Valencia   | Cocodrilos Sport Park       | 30 de agosto | 15:00 |
| Yaracuy        | 1 : 1 | Atlético Falcón | Florentino Oropeza          | 30 de agosto | 15:30 |
| Puerto Cabello | 2 : 0 | Petare          | Complejo Deportivo Vistamar | 30 de agosto | 15:30 |

| Atlético Falcón | 2 : 0 | Caracas B      | Pedro Conde                     | 22 de julio | 15:00 |
| Gran Valencia   | 0 : 0 | Puerto Cabello | Misael Delgado                  | 22 de julio | 15:00 |
| Yaracuyanos     | 2 : 2 | Yaracuy        | Florentino Oropeza              | 22 de julio | 15:00 |
| Petare          | 0 : 1 | UCV            | Complejo Deportivo La Guacamaya | 23 de julio | 15:00 |

| UCV           | 1 : 0 | Yaracuy         | Estadio Olímpico      | 1 de agosto | 16:00 |
| Caracas B     | 3 : 0 | Puerto Cabello  | Cocodrilos Sport Park | 2 de agosto | 15:00 |
| Gran Valencia | 3 : 0 | Petare          | Misael Delgado        | 2 de agosto | 15:30 |
| Yaracuyanos   | 2 : 0 | Atlético Falcón | Florentino Oropeza    | 2 de agosto | 15:30 |

| Atlético Falcón | 0 : 2 | UCV           | Pedro Conde                     | 5 de agosto | 15:30 |
| Puerto Cabello  | 2 : 1 | Yaracuyanos   | Complejo Deportivo Vistamar     | 5 de agosto | 15:30 |
| Yaracuy         | 0 : 2 | Gran Valencia | Florentino Oropeza              | 5 de agosto | 15:30 |
| Petare          | 0 : 2 | Caracas B     | Complejo Deportivo La Guacamaya | 6 de agosto | 15:30 |

| UCV             | 1 : 0 | Puerto Cabello | Olímpico de la UCV    | 11 de agosto | 16:00 |
| Caracas B       | 1 : 0 | Yaracuy        | Cocodrilos Sport Park | 12 de agosto | 15:00 |
| Atlético Falcón | 2 : 0 | Petare         | Pedro Conde           | 12 de agosto | 15:30 |
| Yaracuyanos     | 1 : 0 | Gran Valencia  | Florentino Oropeza    | 12 de agosto | 15:30 |

| Gran Valencia  | 3 : 0 | UCV             | Misael Delgado              | 18 de agosto | 15:30 |
| Caracas B      | 1 : 0 | Yaracuyanos     | Cocodrilos Sport Park       | 19 de agosto | 15:00 |
| Yaracuy        | 2 : 0 | Petare          | Florentino Oropeza          | 19 de agosto | 15:30 |
| Puerto Cabello | 0 : 0 | Atlético Falcón | Complejo Deportivo Vistamar | 19 de agosto | 15:30 |

| UCV             | 1 : 1 | Caracas B      | Olímpico de la UCV              | 25 de agosto | 16:00 |
| Yaracuy         | 2 : 0 | Puerto Cabello | Florentino Oropeza              | 26 de agosto | 15:30 |
| Atlético Falcón | 0 : 1 | Gran Valencia  | Pedro Conde                     | 26 de agosto | 15:30 |
| Petare          | 1 : 1 | Yaracuyanos    | Complejo Deportivo La Guacamaya | 27 de agosto | 15:00 |

| Yaracuyanos     | 2 : 1 | UCV            | Florentino Oropeza              | 3 de septiembre | 15:30 |
| Gran Valencia   | 2 : 1 | Caracas B      | Misael Delgado                  | 3 de septiembre | 15:30 |
| Atlético Falcón | 5 : 1 | Yaracuy        | Pedro Conde                     | 3 de septiembre | 15:30 |
| Petare          | 2 : 0 | Puerto Cabello | Complejo Deportivo La Guacamaya | 4 de septiembre | 15:00 |

| UCV            | 2 : 0 | Petare          | Olímpico de la UCV          | 8 de septiembre | 16:00 |
| Caracas B      | 1 : 2 | Atlético Falcón | Cocodrilos Sport Park       | 9 de septiembre | 15:00 |
| Yaracuy        | 1 : 1 | Yaracuyanos     | Florentino Oropeza          | 9 de septiembre | 15:30 |
| Puerto Cabello | 0 : 1 | Gran Valencia   | Complejo Deportivo Vistamar | 9 de septiembre | 15:30 |

| Yaracuy         | 1 : 1 | UCV           | Florentino Oropeza              | 16 de septiembre | 15:30 |
| Puerto Cabello  | 3 : 1 | Caracas B     | Complejo Deportivo Vistamar     | 16 de septiembre | 15:30 |
| Atlético Falcón | 4 : 1 | Yaracuyanos   | Pedro Conde                     | 16 de septiembre | 15:30 |
| Petare          | 1 : 2 | Gran Valencia | Complejo Deportivo La Guacamaya | 17 de septiembre | 15:00 |

| Gran Valencia | 5 : 0 | Yaracuy         | Misael Delgado        | 22 de septiembre | 15:30 |
| UCV           | 4 : 0 | Atlético Falcón | Olímpico de la UCV    | 22 de septiembre | 16:00 |
| Caracas B     | 0 : 2 | Petare          | Cocodrilos Sport Park | 23 de septiembre | 15:00 |
| Yaracuyanos   | 0 : 0 | Puerto Cabello  | Florentino Oropeza    | 23 de septiembre |       |

| Jornada 12     | Jornada 12 | Jornada 12  | Jornada 12                  | Jornada 12       | Jornada 12 | Jornada 12 | Jornada 12 | Jornada 12 | Jornada 12      | Jornada 12                      | Jornada 12   |       |
| Local          | Resultado  | Visitante   | Estadio                     | Fecha            | Hora       |            |            |            |                 |                                 |              |       |
| -------------- | ---------- | ----------- | --------------------------- | ---------------- | ---------- | ---------- | ---------- | ---------- | --------------- | ------------------------------- | ------------ | ----- |
| Puerto Cabello | 0 : 1      | UCV         | Complejo Deportivo Vistamar | 30 de septiembre | 15:30      |            |            |            |                 |                                 |              |       |
| Yaracuy        | 0 : 2      | Caracas B   | Florentino Oropeza          | 30 de septiembre | 15:30      |            |            |            |                 |                                 |              |       |
| Gran Valencia  | 2 : 1      | Yaracuyanos | Misael Delgado              | 30 de septiembre | 15:30      | 1 : 1      | Petare     | 1 : 1      | Atlético Falcón | Complejo Deportivo La Guacamaya | 1 de octubre | 15:00 |

| UCV             | 4 : 0 | Gran Valencia  | Olímpico de la UCV              | 7 de octubre | 15:00 |
| Atlético Falcón | 1 : 3 | Puerto Cabello | Pedro Conde                     | 7 de octubre | 15:00 |
| Yaracuyanos     | 1 : 0 | Caracas B      | Florentino Oropeza              | 7 de octubre | 15:00 |
| Petare          | 2 : 0 | Yaracuy        | Complejo Deportivo La Guacamaya | 7 de octubre | 15:00 |

| Caracas B      | 1 : 0 | UCV             | Cocodrilos Sport Park       | 21 de octubre | 15:00 |
| Yaracuyanos    | 2 : 1 | Petare          | Florentino Oropeza          | 21 de octubre | 15:00 |
| Puerto Cabello | 2 : 0 | Yaracuy         | Complejo Deportivo Vistamar | 21 de octubre | 15:00 |
| Gran Valencia  | 2 : 2 | Atlético Falcón | Misael Delgado              | 21 de octubre | 15:00 |

### Grupo Oriental
|   | Equipo                        | JJ | JG | JE | JP | GF | GC | PTS | DG  |
| - | ----------------------------- | -- | -- | -- | -- | -- | -- | --- | --- |
| 1 | Chicó de Guayana F.C.         | 12 | 8  | 4  | 0  | 15 | 4  | 28  | +11 |
| 2 | A.C. Lala F.C.                | 13 | 7  | 4  | 2  | 25 | 15 | 25  | +10 |
| 3 | Angostura F.C.                | 13 | 6  | 3  | 4  | 16 | 14 | 21  | +2  |
| 4 | Margarita F.C.                | 13 | 5  | 5  | 3  | 14 | 13 | 17  | +1  |
| 5 | Petroleros de Anzoátegui F.C. | 13 | 3  | 7  | 3  | 12 | 12 | 16  | 0   |
| 6 | Estudiantes de Caracas S.C.   | 12 | 4  | 3  | 4  | 9  | 10 | 15  | -1  |
| 7 | Tucanes de Amazonas F.C.      | 13 | 3  | 2  | 8  | 8  | 15 | 11  | -7  |
| 8 | Atlético Venezuela C.F. "B"   | 13 | 1  | 2  | 10 | 6  | 24 | 5   | -18 |

#### Resultados
- Los horarios corresponden a la hora local de Venezuela (UTC−04:00)

Calendario sujeto a cambios
| Angostura                | 1 : 5 | Lala                 | Ricardo Tulio Maya     | 30 de agosto     |       |
| Petroleros de Anzoátegui | 2 : 0 | Tucanes de Amazonas  | José A. Anzoátegui     | 30 de agosto     | 15:00 |
| Estudiantes de Caracas   | 1 : 0 | Margarita            | Brígido Iriarte        | 30 de agosto     | 14:30 |
| Chicó de Guayana         | 1 : 0 | Atlético Venezuela B | Polideportivo El Gallo | 20 de septiembre | 15:00 |

| Atlético Venezuela B | 0 : 2 | Estudiantes de Caracas   | Brígido Iriarte       | 22 de julio | 15:00 |
| Lala                 | 3 : 3 | Petroleros de Anzoátegui | Club Portugués        | 22 de julio | 15:00 |
| Tucanes de Amazonas  | 0 : 2 | Chicó de Guayana         | Antonio José de Sucre | 23 de julio | 15:00 |
| Margarita            | 0 : 2 | Angostura                | Ciudad Deportiva      | 23 de julio | 16:00 |

| Lala                 | 2 : 0 | Tucanes de Amazonas      | Club Portugués         | 2 de agosto   | 15:00 |
| Atlético Venezuela B | 0 : 2 | Margarita                | Brígido Iriarte        | 2 de agosto   | 15:00 |
| Angostura            | 3 : 1 | Petroleros de Anzoátegui | Ricardo Tulio Maya     | 2 de agosto   | 16:00 |
| Chicó de Guayana     | 1 : 2 | Estudiantes de Caracas   | Polideportivo El Gallo | 18 de octubre | 15:00 |

| Tucanes de Amazonas      | 2 : 0 | Angostura            | Antonio José de Sucre | 6 de agosto | 15:00 |
| Estudiantes de Caracas   | 0 : 1 | Lala                 | Brígido Iriarte       | 6 de agosto | 15:00 |
| Petroleros de Anzoátegui | 0 : 0 | Atlético Venezuela B | José A. Anzoátegui    | 6 de agosto | 15:30 |
| Margarita                | 0 : 1 | Chicó de Guayana     | Ciudad Deportiva      | 6 de agosto | 16:00 |

| Atlético Venezuela B | 1 : 1 | Lala                     | Brígido Iriarte        | 12 de agosto | 15:00 |
| Angostura            | 2 : 1 | Estudiantes de Caracas   | Ricardo Tulio Maya     | 12 de agosto | 16:00 |
| Chicó de Guayana     | 1 : 0 | Petroleros de Anzoátegui | Polideportivo El Gallo | 13 de agosto | 15:00 |
| Margarita            | 1 : 0 | Tucanes de Amazonas      | Ciudad Deportiva       | 13 de agosto | 16:00 |

| Estudiantes de Caracas   | 1 : 1 | Tucanes de Amazonas  | Brígido Iriarte    | 19 de agosto | 15:00 |
| Lala                     | 0 : 2 | Chicó de Guayana     | Club Portugués     | 19 de agosto | 15:00 |
| Petroleros de Anzoátegui | 2 : 2 | Margarita            | José A. Anzoátegui | 19 de agosto | 15:30 |
| Angostura                | 3 : 0 | Atlético Venezuela B | Ricardo Tulio Maya | 19 de agosto | 16:00 |

| Estudiantes de Caracas | Suspendido | Petroleros de Anzoátegui | Brígido Iriarte        | 26 de agosto | 15:00 |
| Tucanes de Amazonas    | 2 : 0      | Atlético Venezuela B     | Antonio José de Sucre  | 27 de agosto | 15:00 |
| Chicó de Guayana       | 1 : 0      | Angostura                | Polideportivo El Gallo | 27 de agosto | 15:00 |
| Margarita              | 2 : 2      | Lala                     | Ciudad Deportiva       | 27 de agosto | 16:00 |

| Atlético Venezuela B | 1 : 3 | Chicó de Guayana         | Brígido Iriarte       | 2 de septiembre | 15:00 |
| Lala                 | 2 : 1 | Angostura                | Club Portugués        | 2 de septiembre | 15:00 |
| Tucanes de Amazonas  | 1 : 0 | Petroleros de Anzoátegui | Antonio José de Sucre | 3 de septiembre | 15:00 |
| Margarita            | 2 : 2 | Estudiantes de Caracas   | Ciudad Deportiva      | 3 de septiembre | 16:00 |

| Estudiantes de Caracas   | 1 : 2 | Atlético Venezuela B | Brígido Iriarte        | 9 de septiembre  | 15:00 |
| Petroleros de Anzoátegui | 2 : 1 | Lala                 | José A. Anzoátegui     | 9 de septiembre  | 15:30 |
| Angostura                | 1 : 0 | Margarita            | Ricardo Tulio Maya     | 9 de septiembre  | 16:00 |
| Chicó de Guayana         | 2 : 1 | Tucanes de Amazonas  | Polideportivo El Gallo | 10 de septiembre | 15:00 |

| Estudiantes de Caracas   | 0 : 0 | Chicó de Guayana     | Brígido Iriarte       | 16 de septiembre | 15:00 |
| Petroleros de Anzoátegui | 1 : 1 | Angostura            | José A. Anzoátegui    | 16 de septiembre | 15:30 |
| Tucanes de Amazonas      | 0 : 1 | Lala                 | Antonio José de Sucre | 17 de septiembre | 15:00 |
| Margarita                | 3 : 1 | Atlético Venezuela B | Ciudad Deportiva      | 17 de septiembre | 16:00 |

| Lala                 | 2 : 1 | Estudiantes de Caracas   | Club Portugués         | 23 de septiembre | 15:00 |
| Atlético Venezuela B | 0 : 1 | Petroleros de Anzoátegui | Brígido Iriarte        | 23 de septiembre | 15:30 |
| Angostura            | 0 : 0 | Tucanes de Amazonas      | Ricardo Tulio Maya     | 23 de septiembre | 16:00 |
| Chicó de Guayana     | 0 : 0 | Margarita                | Polideportivo El Gallo | 24 de septiembre | 15:00 |

| Lala                     | 3 : 0 | Atlético Venezuela B | Club Portugués        | 30 de septiembre | 15:00 |
| Estudiantes de Caracas   | 0 : 0 | Angostura            | Brígido Iriarte       | 30 de septiembre | 15:00 |
| Petroleros de Anzoátegui | 0 : 0 | Chicó de Guayana     | José A. Anzoátegui    | 30 de septiembre | 15:30 |
| Tucanes de Amazonas      | 0 : 2 | Margarita            | Antonio José de Sucre | 1 de octubre     | 15:00 |

| Atlético Venezuela B | 1 : 2 | Angostura                | Brígido Iriarte        | 7 de octubre | 17:00 |
| Chicó de Guayana     | 2 : 2 | Lala                     | Polideportivo El Gallo | 8 de octubre | 15:00 |
| Tucanes de Amazonas  | 1 : 2 | Estudiantes de Caracas   | Antonio José de Sucre  | 8 de octubre | 15:00 |
| Margarita            | 0 : 0 | Petroleros de Anzoátegui | Ciudad Deportiva       | 8 de octubre | 15:00 |

| Petroleros de Anzoátegui | 2 : 0 | Estudiantes de Caracas | José A. Anzoátegui | 22 de octubre | 15:00 |
| Atlético Venezuela B     | 1 : 1 | Tucanes de Amazonas    | Brígido Iriarte    | 22 de octubre | 15:00 |
| Lala                     | 2 : 0 | Margarita              | Club Portugués     | 22 de octubre | 15:00 |
| Angostura                | 1 : 0 | Chicó de Guayana       | Ricardo Tulio Maya | 22 de octubre | 15:00 |

## Estadísticas

### Goleadores
| Pos. | Jugador          | Club                | Goles |  |
| ---- | ---------------- | ------------------- | ----- |  |
| 1    | Jesús Ordóñez    | Yaracuy Fútbol Club | 8     |  |
| 2    | Keiner Pérez     | Lala FC             | 7     |  |
| 3    | Alexander Rondón | Angostura FC        | 6     |  |